# Durdle Door

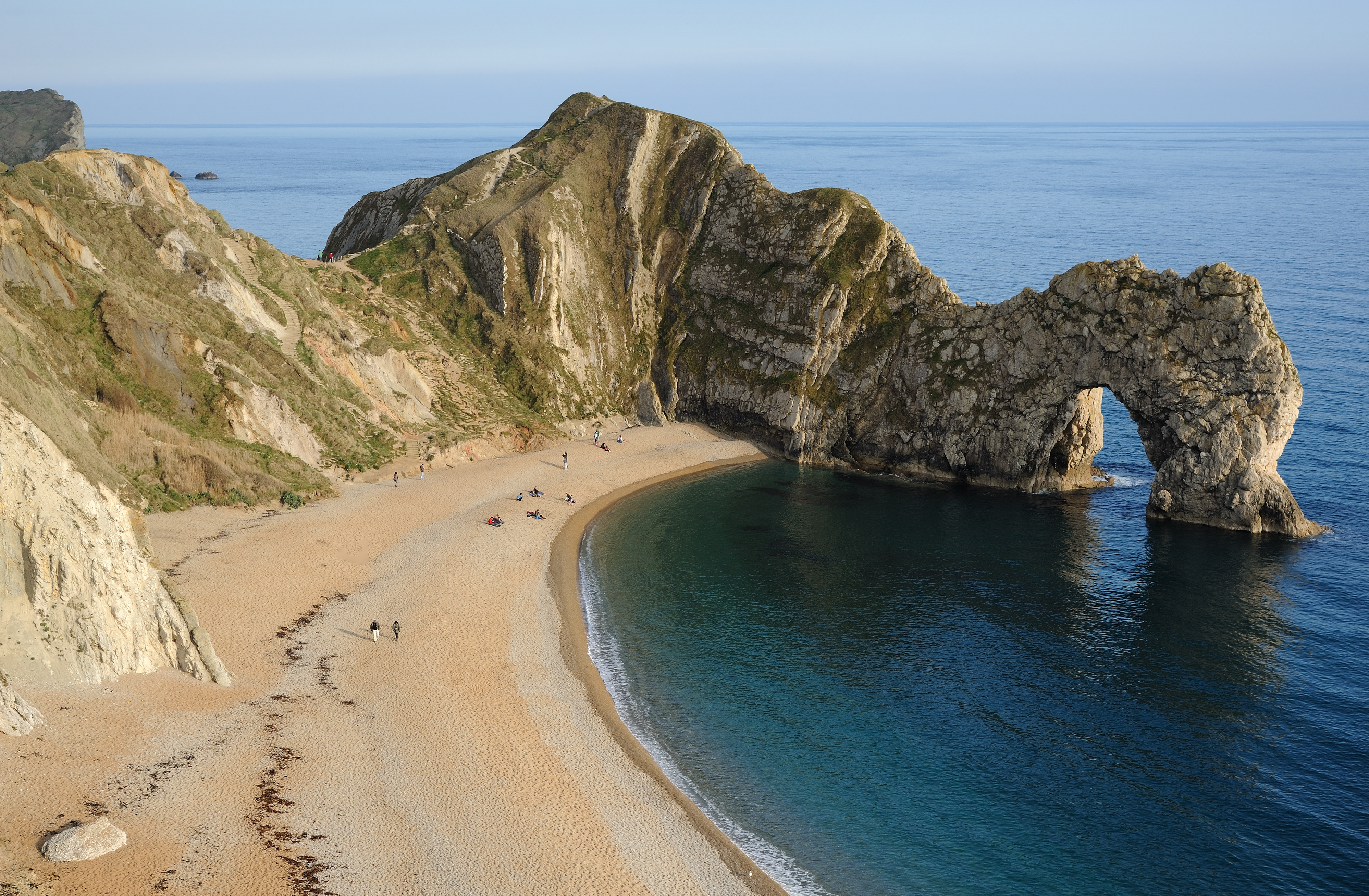
Durdle Door

Durdle Door é um arco natural de calcário da Costa Jurássica próxima a Lulworth Cove, em Dorset, Inglaterra. Apesar de aberto ao público, é propriedade particular dos Welds, família que detém 12,000 acres de terra em Dorset.